# Catastrophe de Los Alfaques
La catastrophe de Los Alfaques est un accident routier survenu le 11 juillet 1978 dans la commune d'Alcanar (Province de Tarragone) en Espagne. Un camion à semi-remorque citerne transportant 23 tonnes de propylène explose à proximité du terrain de camping « Los Alfaques », situé en contrebas de la route, le long de la mer Méditerranée. La catastrophe fait 215 morts et des centaines de blessés. 

## Causes de l'accident
Le camion-citerne est chargé à 12 h 5 à la raffinerie Enpetrol de Tarragone par le conducteur Francisco Ibernón Villena. L'explosion, qui se produit à 14 h 36, a pour origine la surcharge en propylène (gaz inflammable servant à la fabrication de matière plastique) du camion, qui provoque la rupture de l'enveloppe de la citerne sous l'effet de la pression interne du gaz qui s'échappe. Le phénomène de BLEVE qui s'ensuit provoque une onde de choc qui souffle tout à 300 mètres à la ronde, puis une vague de feu qui déferle sur la plage, à plus de 2 000 degrés. Au moment de l'incendie, il y avait environ huit cents campeurs sur les lieux, essentiellement des Français, Belges, Néerlandais et Allemands.
Selon l'Institute of Petroleum de Londres, l'accident est dû à une série de négligences : absence sur le véhicule de soupapes de sécurité ; citerne trop remplie ; absence de certification d'épreuves de pression. La citerne du camion pouvait transporter une charge théorique maximale de 19 350 kg, or la pesée à la sortie du chargement indiquait 23 470 kg. Les températures élevées le jour du drame ont augmenté la pression dans la citerne et le conducteur s'est probablement aperçu que le réservoir fuyait, ce qui l'a amené à sortir à vive allure de la zone habitée autour de San-Carlo-de-la-Rapita. L'accident s'est produit peu après la sortie. Le chauffeur s'était engagé sur la route nationale 340, puis sur la petite route côtière d'Alcanar, pour économiser le coût du péage de l’AP7.
Le même rapport envisage que le camion ait croisé une source d'ignition à hauteur du camping, ce qui a provoqué l'explosion du propylène en suspension (issu de la fuite) et celle de la citerne du camion. Par ailleurs, la chaleur de l'explosion a causé celle des bonbonnes de gaz des campeurs, le tout en quelques secondes.

## Indemnisation et procès
Les assurances de la société Cisternas Reunidas, propriétaire du camion-citerne et de la raffinerie Enpetrol, concluent avec les victimes un règlement amiable qui leur accorde 2,5 milliards de pesetas en 1978 (environ 106 millions d'euros). Les victimes se retirent de la procédure pénale. Six personnes sont poursuivies par le tribunal provincial de Tarragone en janvier 1982. Le directeur et le chef de la sécurité de l'usine de Tarragone sont condamnés à un an de prison avec sursis pour imprudences temporaires. Les quatre responsables de la compagnie Cisternas Reunidas sont acquittés,.

## Postérité
L'éloignement, l'absence de documents sur les plagistes en maillot de bain, et l'extrême détérioration des corps ont rendu l'identification des victimes particulièrement compliquée. « Certaines reposent, aujourd'hui encore, dans une tombe sans nom au cimetière de Tortosa ».
Six mois après la tragédie, le camping entièrement rénové est rouvert aux touristes et est complet, certains membres des familles des victimes étant revenus pour conjurer le sort.
Ce drame incite les autorités espagnoles à rendre obligatoire les soupapes de sécurité sur les camions-citernes, interdire les zones densément peuplées à la circulation pour le transport de matières dangereuses, et améliorer la coordination des services d'urgence.

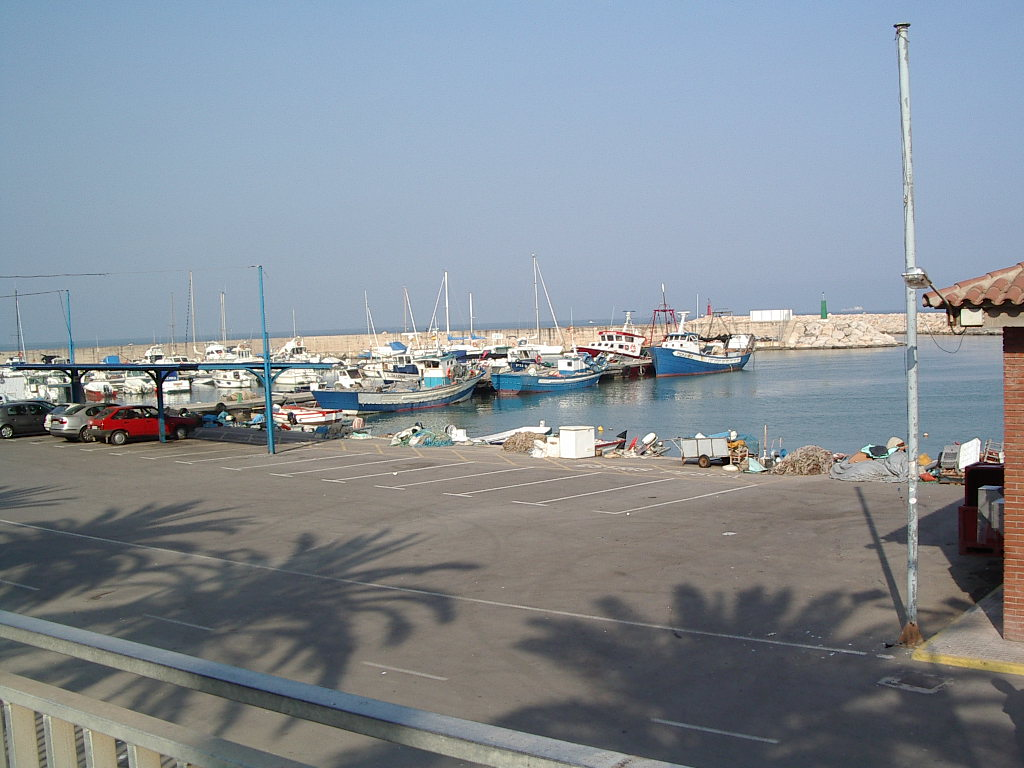
Alcanar, Espagne
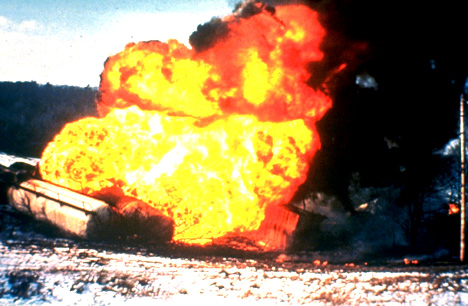
Effet de BLEVE

### Films
- Le téléfilm Tarragone, du paradis à l'enfer (titre original Tarragona – Ein Paradies in Flammen (de)), produit en 2007, retrace l'histoire de la catastrophe.